# Manne Hernberg
Gustaf Ferdinand Emanuel (Manne) Hernberg, född 26 mars 1892 i Barnarps församling, Jönköpings län, död 21 oktober 1982 i Sigtuna, var en svensk ingenjör.
Efter studentexamen i Jönköping 1910 studerade Hernberg vid Göteborgs handelsinstitut 1911 och vid Kungliga Tekniska högskolans avdelning för elektroteknik 1912–1916. Han var anställd vid Asea 1916–1918, Hemsjö Kraft AB i Karlshamn 1918–1919, Södra Sveriges Ångpanneförening i Malmö 1919–1920 och vid Stora Kopparbergs Bergslags AB i Falun 1920–1935. Han var chef för elektriska avdelningen vid AB Bofors 1935–1948 och därefter chef för kraftförvaltningen vid Bergvik och Ala Nya AB. Han var ledamot av Svenska Teknologföreningen. Hernberg är gravsatt på Sigtuna kyrkogård.